# Røssvatnet
El Røssvatnet (en sami meridional: Reevhtse) és un gran llac de Noruega, embassat artificialment, localitzat a la part nord del país, prop de la frontera amb Suècia. Pertany als municipis de Hattfjelldal i Hemnes, al comtat de Nordland.

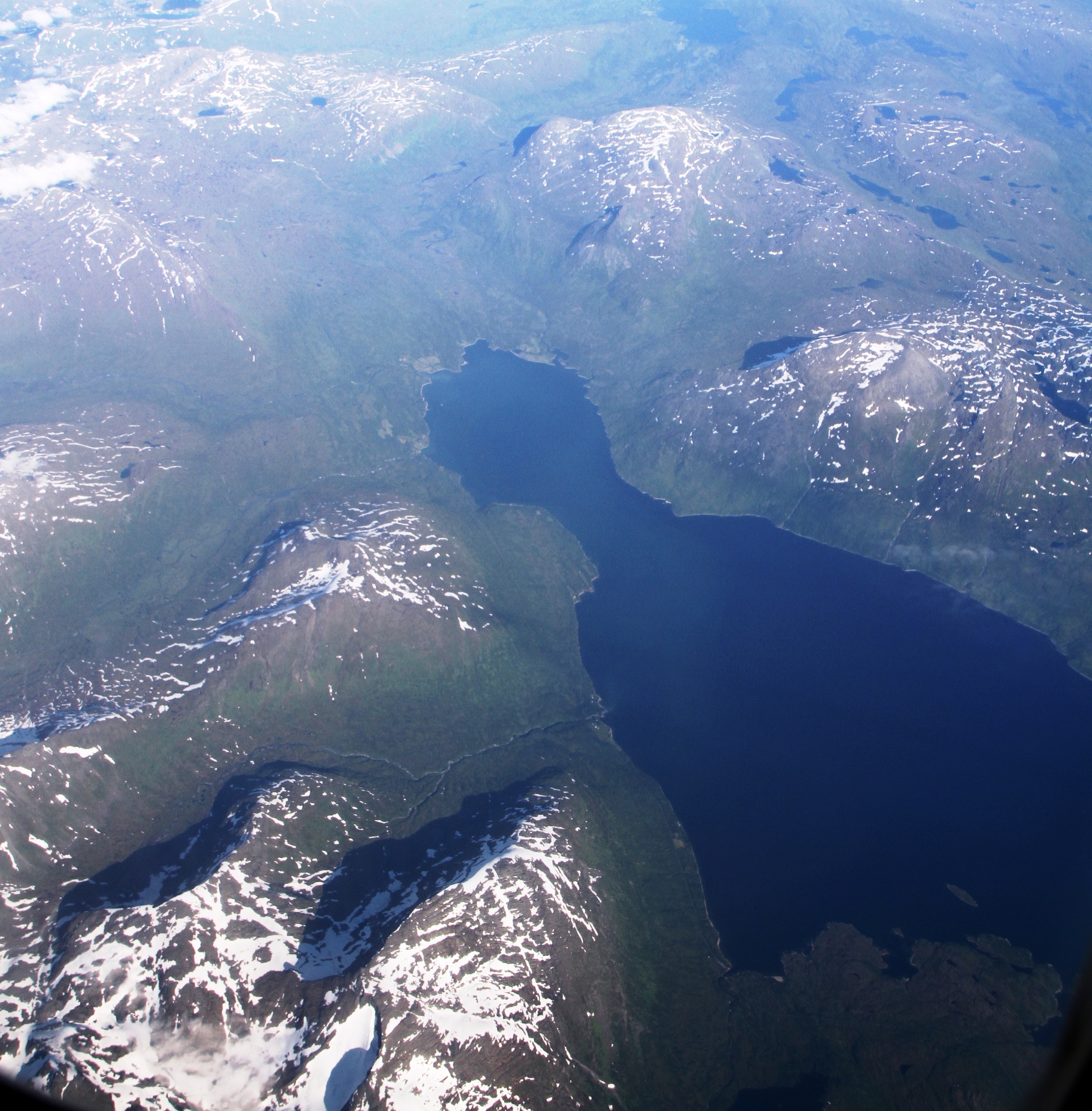
Vista aèria de la part nord del Røssvatnet.
Foto: Erlend Bjørtvedt

És un llac de forma bastant irregular, amb una zona central més oberta -pràcticament dividida en dos per un estret de només 600 m- connectada amb diverses badies laterals; a la part sud hi ha una gran illa, Røssvassholmen, de 8,5 km de llargada. El llac es troba a una altitud de 374 msnm i té una superfície de 219 km² -2º llac del país- i una longitud màxima d'uns 38 km, amb una amplada molt variable d'entre 2 i 10 km (sense l'embassament, que ha regulat el llac des del 1957, tindria 190 km² i seria el 3r. llac més del país). La seva profunditat és de 240 m i el seu volum es calcula al voltant de 15 km³.
Al llac hi desguassen molts petits rierols de la seva conca natural, i el seu únic emissari és el riu Røssåga, un rierol que drena en direcció nord i que neix en una de les badies laterals de la part occidental. El Røssåga, després de 50 km de recorregut, desguassa en un dels ramals interiors del Ranfjorden, un intricat fiord de la mar de Noruega.
Diverses carreteres segueixen les riberes del llac en gairebé tot el seu perímetre: la 73 per la ribera sud; la FV291 bordejant per l'oest en direcció nord, i que creua el llac dues vegades aprofitant dos estrets; i una de local, la FV292, per tota la riba oriental. La zona del llac ha estat ocupada des de l'Edat de Pedra.